# Alain Rimoux
Alain Rimoux est un acteur français.

## Biographie
Ancien élève de l'École supérieure d’art dramatique du Théâtre national de Strasbourg (dirigée alors par Hubert Gignoux et Pierre Lefèvre), il travaille au théâtre, au cinéma et à la télévision.

## Théâtre
- 1968 : Nekrassov de Sartre, mise en scène Hubert Gignoux, Théâtre national de Strasbourg
- 1968 : Une très bonne soirée de Hubert Gignoux, mise en scène André Steiger, Théâtre national de Strasbourg
- 1969 : Horace de Corneille, mise en scène Hubert Gignoux, Maison de la Culture de Reims, Théâtre de Nice
- 1969 : Mille francs de récompense de Victor Hugo, mise en scène Hubert Gignoux, Théâtre national de Strasbourg
- 1969 : Mille francs de récompense de Victor Hugo, mise en scène Hubert Gignoux, Théâtre national de Strasbourg
- 1969 : Suréna de Corneille, mise en scène Hubert Gignoux, Théâtre national de Strasbourg
- 1969 : Toussaint Turelure d'après Claudel, mise en scène Hubert Gignoux, Théâtre national de Strasbourg
- 1969 : Le balcon de Genêt, mise en scène André Steiger, Théâtre national de strasbourg
- 1970 : Calques, compositeur Michel Puig, mise en scène Pierre Barrat, Festival d'Avignon
- 1970: Horace de Corneille, mise en scène Hubert Gignoux, Théâtre national de Strasbourg
- 1971 : Playa Giron 61 de Robert Gironès et Denis Guénoun, mise en scène Robert Gironès, Festival d'Avignon
- 1971 : La Cagnotte d'Eugène Labiche, mise en scène Jean-Pierre Vincent, Théâtre national de Strasbourg
- 1971 : Playa Giron 61 de Robert Gironès et Denis Guénoun, mise en scène Robert Gironès, Festival d'Avignon
- 1972 : Le Château dans les champs de Bernard Chartreux, mise en scène Robert Gironès, Festival d'Avignon Théâtre Ouvert
- 1973 : Le Château dans les champs de Bernard Chartreux, mise en scène Robert Gironès, Festival d'Avignon
- 1973 : Scènes de chasse en Bavière de Martin Sperr, mise en scène Robert Gironès, Bernard Chartreux, Ginette Herry, Gaston Jung, Théâtre national de Strasbourg
- 1974 : Timon d'Athènes de William Shakespeare, mise en scène Peter Brook, Théâtre des Bouffes du Nord
- 1974 : La Tragédie optimiste de Vsevolod Vichnievski, mise en scène Bernard Chartreux et Jean-Pierre Vincent, Théâtre du Gymnase, Théâtre Le Palace
- 1975 : Germinal d'après Émile Zola, mise en scène Jean-Pierre Vincent, Théâtre national de Strasbourg
- 1976 : Dimanche de Michel Deutsch et Dominique Muller, mise en scène des auteurs, Théâtre national de Strasbourg
- 1976 : Baal de Bertolt Brecht, mise en scène André Engel, Gérard Desarthe, Théâtre national de Strasbourg
- 1977 : Franziska de Frank Wedekind, mise en scène Hélène Vincent et Agnès Laurent, Théâtre national de Strasbourg
- 1977 : Hölderlin : l'Antigone de Sophocle d'après Sophocle, mise en scène Michel Deutsch et Philippe Lacoue-Labarthe, Théâtre national de Strasbourg
- 1979 : Ils allaient obscurs sous la nuit solitaire d'après Samuel Beckett, mise en scène André Engel, Théâtre national de Strasbourg1979 : Hôtel moderne d'après Kafka, mise en scène André Engel, Théâtre national de Strasbourg
- 1980 : Convoi et Ruines de Michel Deutsch, mise en scène Jean-Pierre Vincent, Théâtre national de Strasbourg, Maison de la culture de Nanterre, Nouveau théâtre de Nice
- 1980 : Violences à Vichy de Bernard Chartreux de Michel Deutsch, mise en scène Jean-Pierre Vincent, Théâtre national de Strasbourg, Théâtre des Amandiers, Nouveau théâtre de Nice
- 1981 : Le Palais de justice de Bernard Chartreux, Dominique Muller, Sylvie Muller, Jean-Pierre Vincent, mise en scène Jean-Pierre Vincent, Théâtre national de Strasbourg
- 1982 : Le Palais de justice de Bernard Chartreux, Dominique Muller, Sylvie Muller, Jean-Pierre Vincent, mise en scène Jean-Pierre Vincent, Théâtre national de l'Odéon, Nouveau théâtre de Nice
- 1983 : Dernières Nouvelles de la peste de Bernard Chartreux, mise en scène Jean-Pierre Vincent, Festival d'Avignon, Théâtre national de Strasbourg
- 1983 : De la représentation conception Jacques Blanc, Philippe Lacoue-Labarthe, Jean-Luc Nancy, Festival d'Avignon
- 1984 : Bérénice de Racine, mise en scène Klaus Michael Grüber, Comédie-Française Salle Richelieu : Rutile (77 fois, 1984-1985)
- 1984 : Est-il bon ? Est-il méchant ? de Denis Diderot, mise en scène Jean Dautremay, Comédie-Française
- 1986 : La vie est un songe de Pedro Calderón de la Barca, mise en scène Raoul Ruiz, Festival d'Avignon, Théâtre de la Ville
- 1987 : Entre passions et prairie de Denise Bonal, mise en scène Guy Rétoré, Théâtre de l'Est parisien
- 1988 : Rends-moi heureux un seul instant d'après Giacomo Leopardi, mise en scène Jean-François Lapalus et Alain Rimoux, Maison de la Culture d'Amiens
- 1991 : Homme et Galant Homme d'Edouardo de Filippo, mise en scène Félix Prader, Nouveau théâtre d'Angers, Comédie de Genève
- 1993 : Henry VI de William Shakespeare, mise en scène Stuart Seide, Théâtre de Gennevilliers, Théâtre de la Métaphore, La Filature
- 1993 : L'Intervention de Victor Hugo, mise en scène Yves Prunier, Hélène Vincent, Nouveau théâtre d'Angers
- 1994 : Henry VI de William Shakespeare, mise en scène Stuart Seide, Festival d’Avignon, Théâtre de Gennevilliers, tournée
- 1994 : Nora d'Elfriede Jelinek, mise en scène Claudia Stavisky, Théâtre national de la Colline
- 1995 : Henry VI de William Shakespeare, mise en scène Stuart Seide, La Ferme du Buisson, Théâtre de Nice
- 1996 : Va et vient, Quoi où, Fragment de théâtre II, de Samuel Beckett, mise en scène Stuart Seide, Festival d’Avignon
- 1996 : L'Anniversaire de Harold Pinter, mise en scène Stuart Seide, Centre dramatique régional Poitou-Charentes, Les Gémeaux
- 1997 : Le Régisseur de la chrétienté de Sebastian Barry, mise en scène Stuart Seide, Centre dramatique régional Poitou-Charentes
- 1997 : La Tragédie de Macbeth de William Shakespeare, mise en scène Stuart Seide, Centre dramatique régional Poitou-Charentes, Théâtre de Nice, Théâtre du Nord
- 1998 : Le Régisseur de la chrétienté de Sebastian Barry, mise en scène Stuart Seide, Théâtre des Abbesses, Nouveau théâtre d'Angers
- 1999 : Roméo et Juliette de William Shakespeare, mise en scène Stuart Seide, Théâtre du Nord, Théâtre Nanterre-Amandiers
- 2000 : Auprès de la mer intérieure d'Edward Bond, mise en scène Stuart Seide, Théâtre du Nord
- 2001 : Auprès de la mer intérieure d'Edward Bond, mise en scène Stuart Seide, Théâtre de Gennevilliers
- 2001 : Le Gardien d'Harold Pinter, mise en scène Stuart Seide, Théâtre du Nord
- 2001 : William Pig, le cochon qui avait lu Shakespeare de Christine Blondel, mise en scène David Géry, Comédie de Picardie, Le Phénix
- 2002 : Le Quatuor d'Alexandrie d'après Lawrence Durrell, mise en scène Stuart Seide, Festival d'Avignon
- 2002 : Amphitryon de Molière, mise en scène Stuart Seide, Théâtre du Nord
- 2003 : Cairn d'Enzo Cormann, mise en scène Claudia Stavisky, Théâtre des Célestins, Théâtre de la Commune
- 2003 : Les Prétendants de Jean-Luc Lagarce, mise en scène Jean-Pierre Vincent, Théâtre national de la Colline
- 2004 : Monsieur chasse ! de Georges Feydeau, mise en scène Claudia Stavisky, Maison de la danse, Centre dramatique régional Tours, La Criée, tournée
- 2004 : Antoine et Cléopâtre de William Shakespeare, mise en scène Stuart Seide, Théâtre du Nord
- 2005 : Platonov- Le Chant du cygne-Platonov d'Anton Tchekhov, mise en scène Alain Françon, Théâtre national de la Colline
- 2005 : Antoine et Cléopâtre de William Shakespeare, mise en scène Stuart Seide, Théâtre de Gennevilliers, Théâtre du Nord, La Criée
- 2005 : Monsieur chasse ! de Georges Feydeau, mise en scène Claudia Stavisky, Théâtre national de Nice, Théâtre de l'Athénée-Louis-Jouvet, Théâtre national de Bretagne, Théâtre des Célestins, tournée
- 2005 : L'Orage d'Alexandre Ostrovski, mise en scène Paul Desveaux, Théâtre des Abbesses
- 2005 : Moonlight d'Harold Pinter, mise en scène Stuart Seide, Théâtre du Nord
- 2006 : Coriolan de William Shakespeare, mise en scène Christian Schiaretti, TNP Villeurbanne
- 2006 : L'Orage d'Alexandre Ostrovski, mise en scène Paul Desveaux, tournée
- 2006 : Moonlight d'Harold Pinter, mise en scène Stuart Seide, La Criée, Le Volcan
- 2007 : Confidences trop intimes de Jérôme Tonnerre, mise en scène Patrice Leconte, Théâtre de l'Atelier
- 2008 : Par-dessus bord de Michel Vinaver, mise en scène Christian Schiaretti, TNP Villeurbanne, Théâtre national de la Colline
- 2008 : Coriolan de William Shakespeare, mise en scène Christian Schiaretti, Théâtre Nanterre-Amandiers
- 2008 : Confidences trop intimes de Jérôme Tonnerre, mise en scène Patrice Leconte, Théâtre du Gymnase, Théâtre des Célestins, tournée
- 2009 : Stuff Happens de David Hare, mise en scène Bruno Freyssinet et William Nadylam, Théâtre Nanterre-Amandiers
- 2009 : Coriolan de William Shakespeare, mise en scène Christian Schiaretti, Théâtre national de Bretagne, TNP Villeurbanne
- 2010 : Don Quichotte de Miguel de Cervantès, mise en scène Christian Schiaretti, TNP Villeurbanne
- 2010 : Le Sens du désir, d’après Jean-Louis Barrault et Guy Dumur, adaptation et mise en scène Gérald Garutti, Rencontres littéraires de Brangues, Odéon-Théâtre de l’Europe
- 2010 : Stuff Happens de David Hare, mise en scène Bruno Freyssinet et William Nadylam, TNP Villeurbanne
- 2011 : Ce qui évolue, ce qui demeure de Howard Barker, mise en scène Fanny Mentré, Théâtre national de Strasbourg
- 2011 : Don Juan de Tirso de Molina, mise en scène Christian Schiaretti, TNP Villeurbanne, Théâtre Nanterre-Amandiers
- 2011 : La Célestine de Fernando de Rojas, mise en scène Christian Schiaretti, TNP Villeurbanne, Théâtre Nanterre-Amandiers
- 2012 : Toboggan de Gildas Milin, mise en scène Gildas Milin, Théâtre national de Strasbourg
- 2013 : Fractures de Linda Mac Lean, mise en scène de Stuart Seide, Théâtre de Lille
- 2014 : Les Gens d'Edward Bond, mise en scène Alain Françon, Théâtre Gérard-Philipe, TNP Villeurbanne
- 2015 : En attendant Godot de Samuel Beckett, mise en scène de Jean-Pierre Vincent
- 2016 : Iphigénie en Tauride de Johann Wolfgang von Goethe, mise en scène de Jean-Pierre Vincent
- 2018 : George Dandin de Molière, mise en scène de Jean-Pierre Vincent
- 2020 : Douze homme en colère de Reginald Rose, mise en scène Charles Tordjman
- 2021 : L'Importance d'être Constant d'Oscar Wilde, mise en scène Arnaud Denis
- 2025 : L'Illusion comique de Pierre Corneille, mise en scène Frédéric Cherboeuf, festival d'Avignon

## Filmographie

### Cinéma
- 1983 : La Petite Bande de Michel Deville
- 1984 : Le Juge de Philippe Lefebvre
- 1984 : La Diagonale du fou de Richard Dembo
- 1985 : Le Transfuge de Philippe Lefebvre
- 1988 : Drôle d'endroit pour une rencontre de François Dupeyron
- 1990 : Feu sur le candidat d'Agnès Delarive
- 1990 : Cyrano de Bergerac de Jean-Paul Rappeneau
- 1993 : Les Derniers Jours d'Emmanuel Kant de Philippe Collin
- 1993 : L'Instinct de l'ange de Richard Dembo
- 1996 : La Propriétaire de Ismail Merchant
- 1996 : Tiré à part de Bernard Rapp
- 1999 : Le Temps retrouvé de Raoul Ruiz
- 2000 : Les Blessures assassines de Jean-Pierre Denis
- 2000 : Aïe de Sophie Fillières
- 2001 : La Chambre des officiers de François Dupeyron
- 2002 : Dans ma peau de Marina de Van
- 2004 : Violence des échanges en milieu tempéré de Jean-Marc Moutout
- 2005 : Banlieue 13 de Pierre Morel
- 2006 : Ce que je sais de Lola de Javier Rebollo]
- 2006 : Mon meilleur ami de Patrice Leconte
- 2006 : L'Éclaireur de Djibril Glissant
- 2008 : L'Ennemi public nº 1 de Jean-François Richet : l'avocat général
- 2018 : Le Doudou de Julien Hervé et Philippe Mechelen : le châtelain
- 2022 : Les Folies fermières de Jean-Pierre Améris : Gabor

### Télévision
- 1990  : Chinoiserie de Jacques Mathou, réalisé par Emmanuel Fonlladosa
- 1993 : Nestor Burma (épisode Les paletots sans manches)
- 1994 : Maigret (épisode Maigret et la vieille dame)
- 2002 : Jean Moulin d'Yves Boisset
- 2004 : Maigret (épisode Maigret et l'ombre chinoise)
- 2005 : Nuit noire, 17 octobre 1961
- 2006 : Le Procès de Bobigny
- 2007 : Le Doux Pays de mon enfance
- 2007 : La Dérive des continents
- 2008 : L'Affaire Salengro d'Yves Boisset : Edouard Daladier
- 2009 : Adieu de Gaulle, adieu de Laurent Herbiet : Eugene Descamps
- 2013 : Manipulations de Laurent Herbiet : Jacques Perraudin
- 2013 : Interdit d'enfants de Jacques Renard : Edmond
- 2015 : Dix pour cent : Samuel Kerr  (épisode Diane)
- 2017 : L'épreuve d'amour d'Arnaud Sélignac : André Monteil
- 2017 : Meurtres à Sarlat : Michel Signol
- 2017 : Glacé de Laurent Herbiet : père Diane